# Мордовсько-Вечкенінське сільське поселення
Мордо́всько-Вечке́нінське сільське поселення (рос. Мордовско-Вечкенинское сельское поселение) — муніципальне утворення у складі Ковилкінського району Мордовії, Росія. Адміністративний центр — село Мордовське Вечкеніно.

## Історія
Станом на 2002 рік існували Васильєвська сільська рада (село Самовольєвка, присілок Васильєвка) та Мордовсько-Вечкенінська сільська рада (села Мордовське Вечкеніно, Нові Дубровки, Паньжа, Руське Вечкеніно, присілок Старі Дубровки).
12 березня 2010 року до складу сільського поселення увійшло ліквідоване Васильєвське сільське поселення (село Самовольєвка, присілок Васильєвка).

## Населення
Населення — 1189 осіб (2019, 1360 у 2010, 1452 у 2002).

## Склад
До складу поселення входять такі населені пункти:
| Населений пункт            | Населення, осіб (2002) | Населення, осіб (2010) |
| -------------------------- | ---------------------- | ---------------------- |
| Васильєвка, присілок       | 214                    | 214                    |
| Мордовське Вечкеніно, село | 335                    | 330                    |
| Нові Дубровки, село        | 127                    | 122                    |
| Паньжа, село               | 437                    | 389                    |
| Руське Вечкеніно, село     | 251                    | 229                    |
| Самовольєвка, село         | 7                      | 8                      |
| Старі Дубровки, присілок   | 81                     | 68                     |